# Лабунов, Владимир Архипович
Владимир Архипович Лабунов (род. 16 марта 1939, Орша) — советский учёный в области микроэлектроники, дипломат. Академик АН БССР (1986, член-корреспондент с 1980 г.), доктор технических наук (1975 г.), профессор (1977 г.). Заслуженный изобретатель БССР (1977 г.).

## Биография
В 1961 окончил БПИ. С 1966 г. в Минском радиотехническом институте, с 1975 г. заведующий кафедрой.
Весной 1989 года избран народным депутатом СССР от Минского — Первомайского национально-территориального избирательного округа № 66 Белорусской ССР, а затем членом Комитета Верховного Совета СССР по науке.
С 1994 по 2001 годы был назначен чрезвычайным и полномочным послом Республики Беларусь в Королевстве Бельгия, Нидерландах, Люксембурге; Постоянный представитель в Европейском Союзе и НАТО.

## Научная деятельность
Научные работы по вопросам взаимодействия ионов с поверхностью твердого тела и его использования для разработки технологических процессов в микроэлектронике, по низкотемпературных электрохимических и плазменных технологических процессах. Премия Президиума АН СССР по микроэлектронике 1978 г.
Автор более 200 научных работ, в том числе монографии и 14 брошюр, 460 изобретений.